# Кефели, Яков Осипович
Яков Осипович (Иосифович) Кефели́ (фр. Jacques Kefeli; 7 [19] ноября 1876, Николаев, Николаевское военное губернаторство — 6 июля 1962, Париж) — российский военный врач, доктор медицины, экономист, действительный статский советник, контр-адмирал.

## Биография
Родился в караимской семье николаевского купца, в будущем газзана, Иосифа Кефели. Его предки по мужской линии выходцы из Феодосии (Кефе). Мать, Арзу Вениаминовна Кефели, урождённая Сакизчи. Хорошо учился, владел латынью и немецким. Окончил Военно-морскую медицинскую академию. С 1901 года на службе в Морском ведомстве. В 1902—1904 — младший врач Квантунского экипажа. В 1902—1904 годах находился в заграничном плавании в должности судового врача на крейсере «Забияка» и эскадренном броненосце «Пересвет», и в должности отрядного врача на эскадренном миноносце Первой тихоокеанской эскадры. В 1902 участвовал в ликвидации эпидемии холеры в Китае. 
С 1905 года — младший врач 37-го флотского экипажа. Во время русско-японской войны состоял заведующим Морским санитарным отрядом в Порт-Артуре, отличился при защите города. В 1908 был членом комиссии для составления санитарного отчёта по флоту за русско-японскую войну. С 1909 года — младший врач 2-го Балтийского флотского экипажа. В том же году прикомандирован к Управлению главного медицинского инспектора флота для занятий. В 1914 стал доктором медицины, защитил в Санкт-Петербурге диссертацию «Потери в личном составе русского флота в войне с Японией. Статистические исследования». 
С начала Первой мировой войны служил в Санкт-Петербурге в Главном морском штабе на административной должности. С 1915 до 1916 являлся комендантом в Карсе, в 1916 участвовал в боях на Турецком фронте, в ноябре того же года был избран городским головой Трапезундской городской управы, с 1916 до 1917 занимал должность помощника заведующего санитарной частью Трапезундского укреплённого района. В начале Гражданской войны состоял начальником санитарной части в войсках генерала А. В. Шварца. В апреле 1919 года из Одессы отбыл с семьёй в эмиграцию. 
Эвакуировался в Стамбул, где организовал Морскую поликлинику врачей-специалистов и открыл несколько аптек. В 1926 годупереехал в Париж, трудился фельдшером в амбулатории Российского общества Красного Креста. В 1930-е занялся экономикой, выступал с докладами на экономические темы в Союзе русских инженеров, на семинарах М. В. Бернацкого, A. M. Михельсона, А. Н. Анциферова и М. А. Бунятяна, в Объединённом комитете инженерно-технических организаций, Союзе русских служащих и лиц интеллигентных профессий, и других объединениях. Также состоял членом правления Караимского общества в Париже, публиковался в журналах «Возрождение», «Часовой» и «Военно-исторический вестник». Похоронен на кладбище в Нёйи.

## Семья
Имел трое братьев и пять сестёр.
- Михаил (Моисей) Осипович (Иосифович) Кефели (1893—1966), младший брат — один из четырёх адъютантов генерала А. В. Шварца, прапорщик.

Жена Раиса Кефели (урожд. Карга) умерла 17 апреля 1942 года.
- Сергей Яковлевич Кефели (1910—1999), сын — механик, участник Второй мировой войны, награждён военным крестом (1940), после войны заведовал отделом в журнале «Modes & Travaux[фр.]».

## Награды
- Орден Св. Станислава 3-й ст. с мечами (1904) — за отражение минной атаки и брандеров в ночь на 14 марта 1904 г., имевших целью заградить проход на внутренний рейд Порта-Артур[3]
- Орден Св. Анны 3-й ст. с мечами (1904)
- Орден Св. Владимира 4-й ст. с мечами (1905)
- Серебряная медаль в память Русско-Японской войны (1906)[4]
- Орден Св. Станислава 2-й ст. (1910)[5]

## Публикации
- Порт-Артур. Воспоминания участников. — Нью-Йорк: Издательство имени Чехова, 1955.